# 데니즈 반 아우텐
데니즈 반 아우텐(Denise van Outen, 1974년 5월 27일 ~ )은 잉글랜드의 배우이다.